# Eoloir Jarnknesson
Eoloir Jarnknesson (nòrdic antic: Halldór o Heløri; irlandès: Eoloir mac Ergní) va ser un cabdill nòrdic-gaèlic que presumptivament va governar escassos mesos el regne de Dublín després de l'assassinat de l'anterior monarca viking Mac Auisle l'any 883. Eoloir era fill d'un viking dit Járnkné (genoll de ferro).—No confondre amb Glúniairn, un altre dels monarques de Dublín (segle X). S'ha intentat identificar Eoloir amb Ottir Iarla, però no hi ha base ni justificació històrica fiable.